# 1982 na política

## Eventos
Ano Internacional de Mobilização pelas Sanções à África do Sul, pela ONU.
- 2 de Abril - A Argentina invade as Ilhas Malvinas, dando início à Guerra das Malvinas.
- 17 de Abril - O Canada Act quebra virtualmente todos os laços administrativos entre o Canadá e o Reino Unido.
- 22 de Abril - O primeiro-ministro da Malásia, Mahathir bin Mohamad, foi reeleito após vencer as eleições.
- 30 de Maio - A Espanha torna-se membro da NATO.
- 16 e 17 de Setembro - Massacre nos campos de refugiados Sabra e Shatila, no Líbano.
- 28 de Outubro - Felipe González torna-se Primeiro-ministro da Espanha.
- 13 de Dezembro - Leonel Brizola é eleito governador do Rio de Janeiro, após constatada uma fraude eleitoral, no caso conhecido como Caso Proconsult, para tira-lo a vitória.
- Arístides Royo renuncia a seu cargo de presidente do Panamá.
- Belisario Betancur substitui Julio César Turbay Ayala no cargo de presidente da Colômbia.
- Felipe González torna-se presidente do governo de Espanha, substituindo Leopoldo Calvo Sotelo y Bustelo.
- Giulio Carlo Argan é eleito senador.
- Helmut Kohl torna-se chanceler da República Federal Alemã, substituindo Helmut Schmidt.

## Nascimentos
| Data        | Nome              | Profissão             | Nacionalidade | Observações | Ref |
| ----------- | ----------------- | --------------------- | ------------- | ----------- | --- |
| 24 de junho | João Vítor Xavier | jornalista e político | Brasil        |             |     |

## Mortes
| Data | Nome | Profissão | Nacionalidade | Observações | Ref |
| ---- | ---- | --------- | ------------- | ----------- | --- |